# كأس إيطاليا
كأس إيطاليا (بالإيطالية: Coppa Italia) هي مسابقة لأندية كرة القدم تقام سنوياً في إيطاليا، وتنظم من قبل رابطة الدوري الإيطالي للمحترفين. أقيمت أول نسخة من البطولة في عام 1922. يعدّ يوفنتوس أكثر الفرق فوزاً بلقب البطولة (15 بطولة)، كما يعد أكثر الأندية وصولاً للمباراة النهائية (22 نهائي)، ويليه روما (17 نهائي).

## تاريخ البطولة
تم تأسيس كأس إيطاليا في الأحداث المضطربة التي هزت تنظيم الإيطالي لكرة القدم في عام 1921. في تلك السنة حدث خلاف عميق بين الأندية الرائدة والاتحاد الإيطالي على نظام دوري الدرجة الأولى، أدى ذلك إلى انفصال الأندية الأكثر أهمية في الدوري.
قرر اتحاد كرة القدم اقتراح مسابقة جديدة، بالتوازي مع الدوري وخروج المغلوب، وأنشا بطولة كأس إيطاليا التي ظفر نادي فادو بأول بطولةٍ لها.

## نظام البطولة
تلعب البطولة بنظام خروج المغلوب مع أزواج لكل جولة؛ يتم إجراء قرعة المسابقة بأكملها قبل بدايتها. يتم لعب كل مباراة في كل دور مرة واحدة، باستثناء الدور نصف النهائي يلعب من مباراتي الذهاب والإياب. إذا إنتهت المباراة بالتعادل، يتم لعب وقت إضافي. في حالة التعادل بعد 120 دقيقة، تلعب ركلات الترجيح. التي تحدد الفائز بالبطولة، يتأهل الفريق الفائز أيضًا إلى الدوري الأوروبي. إذا كان الفائز قد تأهلوا بالفعل لدوري أبطال أوروبا عبر دوري الدرجة الأولى الإيطالي، فإن بطاقة التأهل تنتقل إلى الفريق التالي صاحب المركز الأعلى في جدول الدوري.
هناك ما مجموعه سبع جولات في المسابقة. تبدأ المسابقة في شهر أغسطس بالدور التمهيدي ويلعب فيها فقط الأندية الثمانية الأقل مرتبة في الدور الإيطالي. تنضم الأندية التي تلعب في دوري الدرجة الثانية خلال الجولة الأولى مع الفرق الـ12 الأقل تصنيفًا في الدوري الإيطالي استنادًا إلى مراكز موسم الدوري السابق. يتم لعب دور الـ16، ربع النهائي والذهاب من الدور نصف النهائي في تتابع سريع بعد الجولة الرابعة وتقام مباراة الإياب من الدور نصف النهائي بعد شهرين - في أبريل قبل النهائي في شهر مايو. تم إلغاء لعب مباراة النهائي ذهابًا وإيابًا منذ نسخة 2007–08 ويلعب الآن نهائي مباراة واحدة في ملعب أولمبيكو في روما.

## سجل الأبطال
| - 1922: نادي فادو (1) - 1926–27: – توقفت - 1935–36: تورينو (1) - 1936–37: جنوة (1) - 1937–38: يوفنتوس (1) - 1938–39: إنتر ميلان (1) - 1939–40: فيورنتينا (1) - 1940–41: نادي فينيزيا (1) - 1941–42: يوفنتوس (2) - 1942–43: تورينو (2) - 1958: لاتسيو (1) - 1958–59: يوفنتوس (3) - 1959–60: يوفنتوس (4) - 1960–61: فيورنتينا (2) - 1961–62: نابولي (1) - 1962–63: أتالانتا (1) - 1963–64: روما (1) - 1964–65: يوفنتوس (5) - 1965–66: فيورنتينا (3) - 1966–67: ميلان (1) - 1967–68: تورينو (3) - 1968–69: روما (2) - 1969–70: بولونيا (1) - 1970–71: تورينو (4) - 1971–72: ميلان (2) - 1972–73: ميلان (3) | - 1973–74: بولونيا (2) - 1974–75: فيورنتينا (4) - 1975–76: نابولي (2) - 1976–77: ميلان (4) - 1977–78: إنتر ميلان (2) - 1978–79: يوفنتوس (6) - 1979–80: روما (3) - 1980–81: روما (4) - 1981–82: إنتر ميلان (3) - 1982–83: يوفنتوس (7) - 1983–84: روما (5) - 1984–85: سامبدوريا (1) - 1985–86: روما (6) - 1986–87: نابولي (3) - 1987–88: سامبدوريا (2) - 1988–89: سامبدوريا (3) - 1989–90: يوفنتوس (8) - 1990–91: روما (7) - 1991–92: بارما (1) - 1992–93: تورينو (5) - 1993–94: سامبدوريا (4) - 1994–95: يوفنتوس (9) - 1995–96: فيورنتينا (5) - 1996–97: فيتشينزا (1) - 1997–98: لاتسيو (2) - 1998–99: بارما (2) | - 1999–2000: لاتسيو (3) - 2000–01: فيورنتينا (6) - 2001–02: بارما (3) - 2002–03: ميلان (5) - 2003–04: لاتسيو (4) - 2004–05: إنتر ميلان (4) - 2005–06: إنتر ميلان (5) - 2006–07: روما (8) - 2007–08: روما (9) - 2008–09: لاتسيو (5) - 2009–10: إنتر ميلان (6) - 2010–11: إنتر ميلان (7) - 2011–12: نابولي (4) - 2012–13: لاتسيو (6) - 2013–14: نابولي (5) - 2014–15: يوفنتوس (10) - 2015–16: يوفنتوس (11) - 2016–17: يوفنتوس (12) - 2017–18: يوفنتوس (13) - 2018–19: لاتسيو (7) - 2019–20: نابولي (6) - 2020–21: يوفنتوس (14) - 2021–22: إنتر ميلان (8) - 2022–23: إنتر ميلان (9) - 2023–24: يوفنتوس (15) - 2024–25: بولونيا (3) |

## الأكثر تتويجاً
| النادي     | عدد مرات الفوز | المركز الثاني | سنوات الفوز                                                                             |
| ---------- | -------------- | ------------- | --------------------------------------------------------------------------------------- |
| يوفنتوس    | 15             | 7             | 1938، 1942، 1959، 1960، 1965، 1979، 1983، 1990، 1995,2015، 2016، 2017، 2018، 2021, 2024 |
| روما       | 9              | 8             | 1964، 1969، 1980، 1981، 1984، 1986، 1991، 2007، 2008                                    |
| إنتر ميلان | 9              | 6             | 1939، 1978، 1982، 2005، 2006، 2010، 2011، 2022، 2023                                    |
| لاتسيو     | 7              | 2             | 1958، 1998، 2000، 2004، 2009، 2013، 2019                                                |
| فيورنتينا  | 6              | 4             | 1940، 1961، 1966، 1975، 1996، 2001                                                      |
| نابولي     | 6              | 4             | 1962، 1976، 1987، 2012، 2014، 2020                                                      |
| ميلان      | 5              | 10            | 1967، 1972، 1973، 1977، 2003                                                            |
| تورينو     | 5              | 8             | 1936، 1943، 1968، 1971، 1993                                                            |
| سمبدوريا   | 4              | 3             | 1985، 1988، 1989، 1994                                                                  |
| بارما      | 3              | 2             | 1992، 1999، 2002                                                                        |
| بولونيا    | 3              | –             | 1970، 1974، 2025                                                                        |
| أتالانتا   | 1              | 3             | 1963                                                                                    |
| جنوة       | 1              | 1             | 1937                                                                                    |
| فينيزيا    | 1              | 1             | 1941                                                                                    |
| فادو       | 1              | –             | 1922                                                                                    |
| فيتشينزا   | 1              | –             | 1997                                                                                    |